# Silvio Pettirossi nemzetközi repülőtér
A Silvio Pettirossi nemzetközi repülőtér (IATA: ASU, ICAO: SGAS) Paraguay egyetlen nemzetközi repülőtere, mely Asunción közelében helyezkedik el. Éves utasforgalma 885 052 fő (2022).

## Fekvése
Asunción város közelében található.

## Futópályák
A repülőtér futópályái:
- 02/20 (3353 m, 45 m, bitumen, beton)

## Forgalom
Az utasforgalom az elmúlt években az alábbi módon változott:
| Utasok száma | 479 569 | 520 576 | 480 974 | 381 357 | 513 002 | 733 810 | 835 323 | 1 033 168 | 1 239 403 | 885 052 |
|              | 1994    | 1997    | 2000    | 2003    | 2006    | 2010    | 2013    | 2016      | 2019      | 2022    |

## Légitársaságok és úticélok
2023-ban a Silvio Pettirossi nemzetközi repülőtérről az alábbi járatok indulnak:

### Személy
| Légitársaság           | Célállomások |
| ---------------------- | --- |
| Aerolíneas Argentinas  | Buenos Aires–Aeroparque |
| Air Europa             | Madrid |
| Avianca                | Bogotá |
| Boliviana de Aviación  | Santa Cruz de la Sierra–Viru Viru |
| Copa Airlines          | Panama City–Tocumen |
| Gol Transportes Aéreos | São Paulo–Guarulhos |
| JetSmart Argentina     | Buenos Aires–Aeroparque |
| LATAM Paraguay         | Lima, Santiago de Chile, São Paulo–Guarulhos |
| Paranair               | Buenos Aires–Aeroparque, Buenos Aires–Ezeiza, Ciudad del Este, Montevideo, Santa Cruz de la Sierra–Viru Viru Szezonális: Florianópolis, Punta del Este, Rio de Janeiro–Galeão |

### Cargo
| Légitársaság       | Célállomások        |
| ------------------ | ------------------- |
| Avianca Cargo      | Miami, Montevideo   |
| LATAM Cargo Brasil | Medellín–JMC, Miami |